# Johannesdals flyttblock

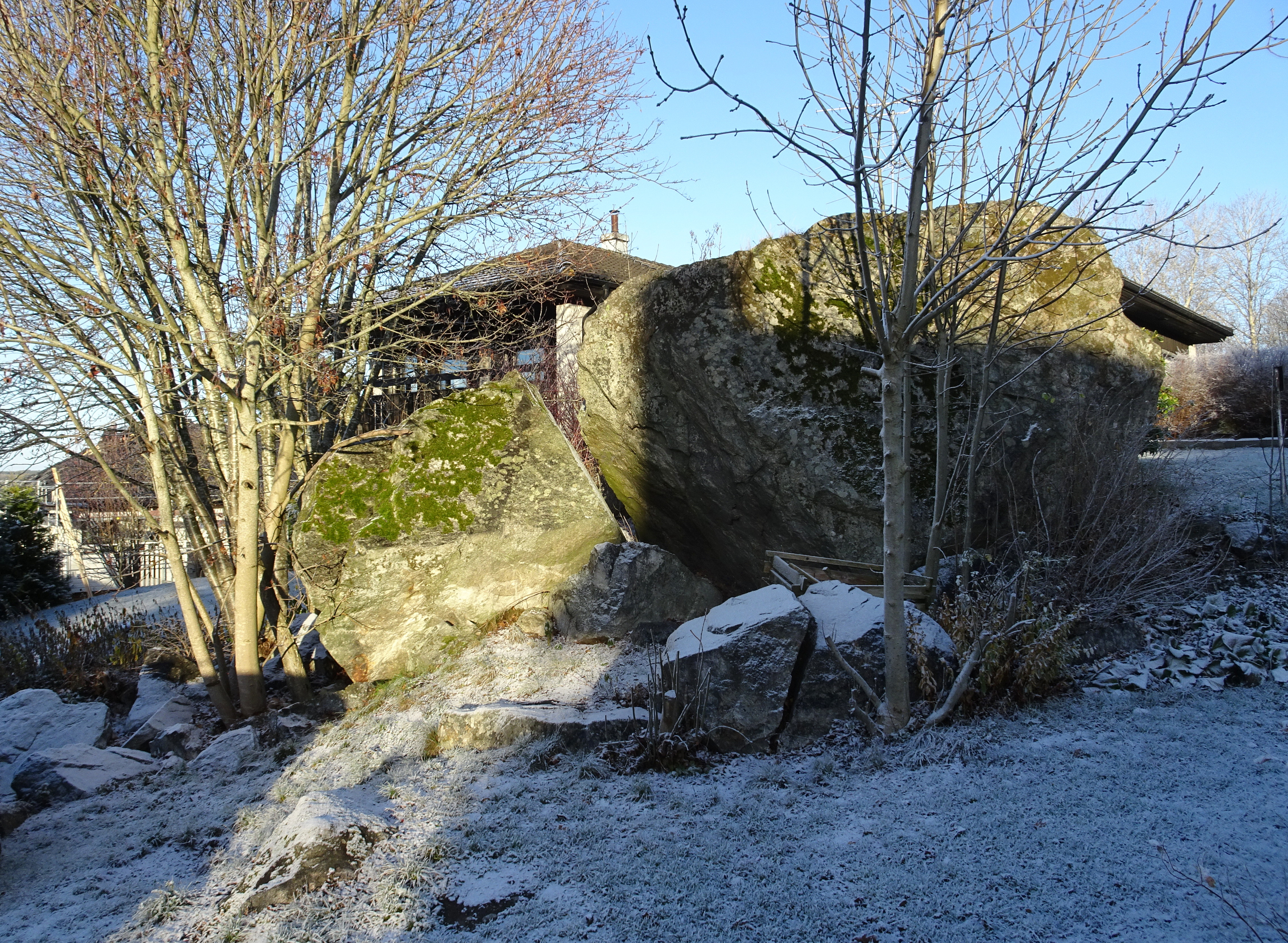
Johannesdals flyttblock, 2018.

Johannesdals flyttblock är ett så kallat jättekast eller flyttblock i stadsdelen Vårberg i Stockholm. Blocket är skyddat sedan 22 januari 1960 som geologiskt naturminne.

## Beskrivning
Johannesdals flyttblock ligger i en villaträdgård vid Peterséns väg 24 och har sitt namn efter närbelägna Johannesdals gård som hade sin park här. Naturminnet består av två större granitblock med synlig höjd av 3,2 meter respektive 1,8 meter. Troligen var blocket ursprungligen ett enda stort block som genom frostsprängning delades i två halvor. På blocken växer bland annat stensöta och äppelmossa.
Flyttblocket i Vårberg är det ena av två naturminnen i Stockholms kommun. Det andra är Pålsundsberget på Södermalm som fick sitt skydd i november 1997.